# 2236 Austrasia
A 2236 Austrasia (ideiglenes jelöléssel 1933 FX) a Naprendszer kisbolygóövében található aszteroida. Karl Wilhelm Reinmuth fedezte fel 1933. március 23-án.